# Marrit Steenbergen
Marrit Steenbergen, née le 11 janvier 2000 à Ooststellingwerf, est une nageuse néerlandaise spécialisée en nage libre.

## Palmarès

### Jeux olympiques
| Épreuve / Édition         | Rio 2016         |
| 4 × 100 mètres nage libre | 4e 3 min 33 s 81 |

### Championnats du monde

#### Grand bassin
- Championnats du monde 2015 à Kazan (Russie) : 
  -  Médaille d'argent au titre du relais 4 × 100 m nage libre.
  -  Médaille d'argent au titre du relais 4 × 100 m nage libre mixte[1].
- Championnats du monde 2022 à Budapest (Hongrie) : 
  -  Médaille de bronze au titre du relais 4 × 100 m quatre nages mixte.
- Championnats du monde 2023 à Fukuoka (Japon) : 
  -  Médaille de bronze du 100 m nage libre.
- Championnats du monde 2024 à Doha (Qatar) : 
  -  Médaille d'or du 100 m nage libre.
  -  Médaille d'or au titre du relais 4 × 100 m nage libre.
- Championnats du monde 2025 à Singapour :
  -  Médaille d'or du 100 m nage libre.
  -  Médaille de bronze au titre du relais 4 × 100 m nage libre.

### Championnats d'Europe

#### Grand bassin
- Championnats d'Europe 2022 à Rome (Italie) :
  -  Médaille d'or du 100 m nage libre.
  -  Médaille d'or au titre du relais 4 × 200 m nage libre.
- Championnats d'Europe 2016 à Londres (Royaume-Uni) :
  -  Médaille d'or au titre du relais 4 × 100 m nage libre.
  -  Médaille d'or au titre du relais 4 × 100 m nage libre mixte[1].
  -  Médaille de bronze au titre du relais 4 × 200 m nage libre[1].

#### Petit bassin
- Championnats d'Europe 2021 à Kazan (Russie) :
  -  médaille de bronze du 100 m nage libre

- Championnats d'Europe 2015 à Netanya (Israël) :
  -  Médaille d'argent au titre du relais 4 × 50 m nage libre[1].
  -  Médaille de bronze du 100 m 4 nages.